# 費姆克·博爾
費姆克·博爾（荷蘭語：Femke Bol，2000年2月23日—），荷蘭田徑運動員，她代表荷蘭隊參加了日本舉行的2020年夏季奧林匹克運動會，並且在女子400米跨欄比賽上獲得銅牌。
她在2024年英国格拉斯哥世界田径室内锦标赛中以49.17秒获得女子400米室内世界纪录，